# 鬼娃新娘
是一部1998年的美國喜劇砍殺電影，「鬼娃恰吉系列」的第四部作品，以及是1991年《娃鬼回魂3》的續集。由于仁泰執導，唐·曼西尼編劇。主演是珍妮佛·提莉和布拉德·道里夫（聲演恰吉），還有約翰·瑞特、凱瑟琳·海格和尼克·斯塔比爾。
本片的氛圍重點要比過去的系列作，更具有幽默感。劇情呈現上，沒有以往由受害兒童藏匿娃娃的概念，因此並沒有在標題上加上Child's Play（指原文標題）。《鬼娃新娘》所延續鬼娃系列的特色為連續殺人，但劇情並不全然與前集連結。本作也奠定了「恰吉」的新造型，佈滿傷疤、縫線，殘破不全的臉部，恐怖指數絕對超越系列前作。續集《鬼娃新娘之鬼娃也有種》於2004年上映。

## 劇情
風雨交加的夜裡，一個被賄賂的警員偷偷摸摸地從證物室中帶出了一袋東西（實為「恰吉」遺體／破碎的零件），風雨中趕夜車直奔某個廢棄工廠；交易者是蒂芬妮（珍妮佛·提莉 飾演）－已故的連續殺人狂查爾斯·李·雷前女友，蒂芬妮將警員殺掉後，取回恰吉遺體，離開了工廠。深信雷的靈魂還居住在恰吉娃娃裡的蒂芬妮，用粗糙的手法將娃娃縫補回原形，並嘗試以巫毒術喚醒雷的靈魂，那個十年前曾向他求過婚的雷。
起初，蒂芬妮的唱咒並未生效，直到她以色誘的手段企圖讓「恰吉」對好友戴米安（勞勃·艾奎特 飾演）吃醋，期間，戴米安不斷地嘲諷「恰吉」，最後，恰吉回魂成功，並將戴米安以枕頭活活悶死，看到這一幕的蒂芬妮，掩不住興奮之情。然而，在蒂芬妮向「恰吉」述說自己一廂情願地以為能成為他的新娘後，卻被「恰吉」無情且大聲訕笑，兩人因而引發衝突。不甘心的蒂芬妮，將「恰吉」扔到嬰兒床內並監禁他。後來，蒂芬妮找來了一個恰吉系列的新娘娃娃，及一枚鑽戒嘲笑他。當蒂芬妮正在邊泡澡邊看電視時，「恰吉」用戒指將嬰兒床欄杆磨斷逃了出來，拿起刀子殺往蒂芬妮，蒂芬妮當下反應直接將「恰吉」一腳踢開，極度不爽的「恰吉」推倒電視櫃，蒂芬妮在浴缸內活活電死。接著，「恰吉」進一步地唸出巫毒咒語，試圖將蒂芬妮的靈魂轉移到新娘娃娃上，讓嘲笑他的蒂芬妮感受到靈魂住在娃娃裡的滋味。「恰吉」甦醒後，想變回「人」的想法仍然沒改變過，「恰吉」預謀了一項計畫，他向亟欲換回人身的「蒂芬妮」陳述，若靈魂要轉體成功，除了需要他的咒語，還需護身符「登巴拉之心」才得以完成，然而「登巴拉之心」正同於查爾斯的屍體埋於紐澤西州的哈肯薩克公墓裡，兩人便找上蒂芬妮的鄰居－傑西（尼克·斯塔比爾 飾演）和他的女友．潔德（凱薩琳·海格 飾演），以完成他們還魂於人的目的。
「蒂芬妮」捨棄潔白禮服，將自己打扮成原來的模樣；向傑西打了通電話，希望他能幫忙將車廂內的兩個娃娃幫忙轉送到紐澤西州，將以一千美金車馬費答謝。傑西說服潔德能夠跟他私奔，兩人進去打包行李的同時；相當厭惡傑西的潔德的警長叔叔．沃倫·金凱（約翰·瑞特 飾演），闖入了傑西的車廂並將一包大麻塞入坐墊下打算誣賴他，深怕計畫失敗的「恰吉」和「蒂芬妮」聯手以長釘和安全氣囊將沃倫殺害，並將屍體藏於車廂後座內。傑西和潔德回到車上後，彷彿沒發生任何事，開心地驅車離開。
兩人於路程途中被諾頓警員鳴笛，他們便在一間便利商店外接受臨檢（找麻煩），諾頓搜查傑西車內發現了大麻，並向傑西質問。之後，與沃倫狼狽為奸的諾頓回到警車上向沃倫回報傑西私藏毒品一事。就在此時，「恰吉」溜下車爬行到警車旁，將一塊布塞進加油孔，並點燃它，諾頓發現火光卻為時已晚，警車大爆炸引起便利商店外的人們一陣大騷動，看到這一幕後，傑西和潔德立刻逃離現場。途經一間蜜月汽車旅館，兩人在一旁教堂內神父簡約的宣讀婚姻宣言下，成了新婚夫妻。同時，原本應該死亡的沃倫卻翻出後座準備逃走，「恰吉」以利刃猛刺沃倫後背，直至死亡。在旅館內，傑西二人遇上不請自來的鴛鴦大盜，在佯裝走錯房間的新婚夫妻的狀況下，順手偷走了傑西的五百美金；就在鴛鴦大盜於床上溫存時，心生不滿的「蒂芬妮」拿起一瓶香檳往天花板上的鏡子上一砸，無數碎落的玻璃片刺穿兩人每寸肌膚，被碎片扎破的水床流出的水與香檳，再加上兩人的血巧妙融合，形成一幅香醇的死亡之畫。「恰吉」在看了「蒂芬妮」如此具有藝術感的殺人手法後，對「蒂芬妮」真實坦誠心中感情，並向她求婚；接著從地上的斷指中拔出鑽戒，替她戴上，此時氣氛使然，兩個娃娃發生親密關係。
第二天早上，清潔婦發現了鴛鴦大盜的屍體，傑西和潔德帶著因電話趕到的朋友大衛，趕緊上路，期間三人不斷地討論最近的連續殺人案件和對傑西、潔德二人彼此造成的誤會。此時，後座的大衛嗅到了一股異味，進而發現了沃倫的屍體，便把兩人當作連續殺人犯看待，傑西、潔德則互相指責。忽然，兩個持槍的娃娃起身面對三人，三人頓時無言，跳下車的大衛急忙想逃開，一個轉身卻被迎面而來的砂石車撞個稀巴爛。「恰吉」和「蒂芬妮」威脅著傑西二人直奔目的地，不料後方卻有一台警車追來，「恰吉」連忙開槍射爆輪胎，阻止了警察的追捕。「恰吉」向傑西他們透漏他的計畫，並要求換一台不顯眼的車躲避警方視線。「蒂芬妮」將潔德綁了起來，自己則利用露營車的烤箱做起點心，孰料，「恰吉」和「蒂芬妮」竟因誰該洗碗起了口角，進而衝突，這時，潔德一腳將「蒂芬妮」踹進烤箱中，開車的傑西也趁「恰吉」分神時，將他扔出車外，「恰吉」開槍射向傑西，車子因此失控偏離道路，滑落了渠道。
摔出車外的「恰吉」在事故發生後，強押著潔德將他帶往墓園尋找他的屍體；而傑西見狀，則一把揪著被烤箱燒得焦黑的「蒂芬妮」（還能動），往墓園飛奔。「恰吉」命令潔德打開其棺木並取出護身符「登巴拉之心」。傑西趕到後，和「恰吉」交換人質，這時，「恰吉」往兩人丟出利刃，傑西捨身替潔德挨下一刀；並將兩人綑綁在旁，好完成其儀式。
而當「恰吉」開始念咒準備還魂於人時，「蒂芬妮」前來向「恰吉」索吻，實為分散他的注意力，並拿起口袋中的利刃，往「恰吉」背上捅。兩個娃娃便開始以圓鍬互打，直到最後「恰吉」刺穿了「蒂芬妮」的胸部，倒在地上為止。傑西趁機拿起圓鍬一揮，將「恰吉」打落墓地中。此時，一名紐澤西警長看到潔德持槍便急忙前往制止，當他看到墓地中的「恰吉」時，十分震驚。潔德奪走警長手上的槍射往「恰吉」，他大叫一聲，因為他又將再度死亡，而死亡是很痛苦的。警長連忙聯絡其他下屬前來處理，並證明傑西二人的清白，要求他們返家休息。
兩人離去後，警長望向地上焦黑的娃娃，不免好奇地伸手戳了戳，突然間，「蒂芬妮」驚醒，並且耗盡最後一點精力，產下一名鬼嬰兒，斷氣而亡。最後，就在鬼嬰兒攻擊警長的畫面下作為電影的結束。

## 演員
| 演員                  | 角色                              | 備註 |
| 布拉德·道里夫         | 恰吉 Chucky                       | 殺人狂娃娃。 |
| 珍妮佛·提莉           | 蒂芬妮·華倫泰 Tiffany             | 連續殺人魔查爾斯·李·雷的前女友。連續殺害二人後，反因「恰吉」所死。 死後，恰吉唸咒讓她的靈魂重生於娃娃中。                                                  |
| 凱瑟琳·海格           | 潔德 Jade                         | 傑西女友。富家千金。 |
| 尼克·斯塔比爾         | 傑西 Jesse                        | 潔德男友。曾為蒂芬妮鄰居，窮光蛋。 |
| 艾利西斯·艾奎特       | 達米安·貝洛克 Damien Baylock      | 原名霍華德·費茨瓦特（Howard Fitzwater）。蒂芬妮的閨密好友，喜愛龐克、黑死裝扮。 嘲諷「恰吉」時，查爾斯的靈魂正好甦醒便以枕頭活活悶死。後遭蒂芬妮棄屍於河。 |
| 戈登·麥可·沃維特      | 大衛·柯林斯 David Collins         | 傑西和潔德的好友。同性戀。 |
| 約翰·瑞特             | 沃倫·金凱 Chief Warren Kincaid    | 警長，潔德叔叔，阻礙傑西和潔德的感情。 後為「恰吉」和「蒂芬妮」所害。屍體被兩人藏於傑西露營車車廂中。                                                      |
| 羅倫士·丹             | 普瑞斯頓局長 Lt. Preston          | 紐澤西當地警局局長，親眼見到「恰吉」，證實傑西和潔德的清白。                                                                                               |
| Michael Louis Johnson | 諾頓 Officer "Needlenose" Norton  | 沃倫的下屬警員。 「恰吉」將其警車引燃，爆炸而死。 |
| 詹姆斯·葛蘭德         | 羅斯 Russ                         | 傑西兩人在汽車旅館邂逅的年輕新婚夫妻，鴛鴦大盜。 因黛安擁有新婚戒指，「蒂芬妮」心有妒忌，趁著兩人親熱時下手殺了他們。                                      |
| 珍妮特·基德           | 黛安 Diane                        | 傑西兩人在汽車旅館邂逅的年輕新婚夫妻，鴛鴦大盜。 因黛安擁有新婚戒指，「蒂芬妮」心有妒忌，趁著兩人親熱時下手殺了他們。                                      |
| 文斯·科拉薩           | 羅伯特·貝利 Officer Robert Bailey | 警員，將恰吉遺體帶出警局，後被蒂芬妮所殺。 |
| 凱西·娜吉米           | 旅館清潔婦 Motel Maid             | 汽車旅館的清潔人員。雙屍案第一目擊者。 |

## 外部連結
- 互联网电影数据库（IMDb）上《鬼娃新娘》的资料（英文）
- 爛番茄上《鬼娃新娘》的資料（英文）
- Box Office Mojo上《鬼娃新娘》的資料（英文）
- AllMovie上《鬼娃新娘》的资料（英文）
- 開眼電影網上《鬼娃新娘》的資料（繁體中文）
- 时光网上《鬼娃新娘》的資料（简体中文）
- 豆瓣电影上《鬼娃新娘》的資料 （简体中文）